# Капо (филм)
„Капо” је италијанско-француско-југословенски филм први пут приказан 7. септембра 1960. године. 

## Улоге
| Глумац                 | Улога                          |
| ---------------------- | ------------------------------ |
| Сузан Страсберг        | Едит                           |
| Лоран Терзиеф          | Саша                           |
| Диди Перего            | Софија                         |
| Ђовани Гарко           | Карл                           |
| Еммануелле Рива        | Тереса                         |
| Паола Питагора         | Жоржет                         |
| Драгомир Фелба         | Саломон Лајтман                |
| Мира Динуловић         | капо Алиса                     |
| Семка Соколовић Берток | Логорашица (као Семка Соколић) |
| Сима Јанићијевић       | Лекар                          |
| Растислав Јовић        | Јанко Миловић                  |
| Душан Перковић         | Немачки командант              |